# Varázséji Gusztáv (tanácsnok)
Ifjabb Varázséji Gusztáv (Vác, 1854. november 27. – Vác, 1887. április 25.) lapszerkesztő, Vác város tanácsnoka.

## Családja
Varázséji Gusztáv és Dányi Beátrixnak fia, Varázséji Béla bátyja.

## Élete
A gimnázium hat osztályát Vácon, a VII. és VIII. osztály Pesten magánúton végezte. 1873-ban a vác-egyházmegyei papnövendékek közé vették fel, onnét 1874. november 27-én kilépett és 1875-ben a budapesti egyetemen a bölcseleti szakra iratkozott be és a történelmet és földrajzot hallgatta 1878-ig. Ez idő alatt a Magyar Nemzeti Múzeum régiségi osztályában mint gyakornok volt alkalmazva. Ekkor több kiküldetésben részesült, így a szegedi árvíz után 1879-ben a szegedi Öthalom-ásatások vezetésével volt megbízva. 1880-ban gróf Keglevich Istvánnál Kistapolcsányban nevelősködött. 1881. július 1-jén a Váczi Közlöny szerkesztését a tulajdonjoggal együtt vette át. 1885. december 23-án Vác város tanácsnokává választották meg.
Cikkei a Tanulók Közlönyében (1870. Növénygyűjtés módja); a Váczi Közlönyben (1879. 9. sz. Vácz és vidéke tudományos mozgalma, 16. A váczvidéki múzeum-egylet, 1880-82., 1886. sat. beszélyek, rajzok és vegyes cikkek); a Figyelőben (IX. 1880. Keglevich grófok mint költők); az Arch. Értesítőben (1880. A szeged-öthalmi őstelep és temető); a Pesti Hírlapban (1881. 154. sz. Pünkösdi népszokások) sat.
Szerkesztette a Szünóra című alkalmi lapot Báléji Álmos álnévvel; álnevei ezenkívül: Plutó, Figaro a Váczi Közlönyben.